# Miedźno (osada leśna w powiecie sieradzkim)
Miedźno – osada leśna w Polsce, położona w województwie łódzkim, w powiecie sieradzkim, w gminie Warta.
W latach 1975–1998 miejscowość administracyjnie należała do województwa sieradzkiego.